# 조선농업근로자동맹
조선농업근로자동맹(朝鮮農業勤勞者同盟, 약칭: 조선농근맹(朝鮮農勤盟), 농근맹(農勤盟))은 조선민주주의인민공화국의 농민 노동조합이다. 김일성-김정일주의청년동맹, 조선직업총동맹, 조선사회주의녀성동맹과 함께 조선민주주의인민공화국의 4대 근로 단체로 여겨지고 있으며 조선민주주의인민공화국의 입법부인 최고인민회의의 구성원이기도 하다.

## 역사
1946년 1월 31일에 창설된 전국농민조합총연맹 산하 기구인 북조선농민동맹(北朝鮮農民同盟)이 전신이다. 한국 전쟁이 진행 중이던 1951년 2월 11일에 남조선로동당의 외곽 단체였던 농민조합총연맹과 통합하면서 조선농민동맹(朝鮮農民同盟)으로 개편되었다.
1964년 6월에 열린 조선로동당 제4기 9차 전원회의에서 1964년 2월에 조선로동당이 발표한 《사회주의 농촌문제에 관한 테제》를 효율적으로 수행하기 위해 조직을 개편하기로 결정했고 약 9개월 동안 조직 구성 작업이 진행되었다. 1965년 3월 25일을 기해 조선농업근로자동맹으로 재출범했다.

## 기능
조선농업근로자동맹은 "사회주의 농업 근로자들의 대중적 정치조직이며 조선로동당의 믿음직한 인전대이자 외곽단체"로 규정하고 있으며 사회주의 농촌 건설, 농촌에서의 사상·기술·문화 3대 혁명 추진, 도시와 농촌 간의 차이·노동자와 농민 간의 계급적 차이를 철폐하기 위한 투쟁, 비당원 사상 교양 사업을 수행하도록 규정하고 있다.
조선농업근로자동맹의 가입 대상자는 만 30세 이상, 60세(여성은 55세) 이하의 협동농장 농민, 농업 관련 분야에 종사하는 농장·목장 관리인, 농촌 경제 관련 공장이나 기업체의 근로자·사무원 등으로 규정하고 있으며 맹원 수가 130만여 명에 이른다. 조선농업근로자동맹의 산하 조직은 지역 단위와 직장 단위로 나뉜다. 지역 단위에는 도, 시, 군, 리에 각각 위원회와 초급 단체를 두고 있고 직장 단위에는 농업과 관련된 공장, 기업 등에 동맹위원회 또는 초급 단체를 두고 있다.
조선농업근로자동맹은 4년에 한 번 중앙위원회를 소집하고 정기 대회를 개최한다. 또한 맹원들에 대한 교양 사업을 강화하기 위해 '농근맹 해설 강사 회의', '선전 일군 회의' 등 관련 집회를 수시로 개최한다.

## 구성
- 중앙위원회
  - 평양시위원회
  - 강원도위원회
  - 개성시위원회
  - 라선시위원회
  - 자강도위원회
  - 양강도위원회
  - 평안남도위원회
  - 평안북도위원회
  - 함경남도위원회
  - 함경북도위원회
  - 황해남도위원회
  - 황해북도위원회

## 같이 보기
- 북한의 농업
- 조선직업총동맹